# Давід Атанга
Давід Атанга (англ. David Atanga, нар. 25 грудня 1996, Болґатанга) — ганський футболіст, півзахисник австрійського клубу «Вольфсберг» та молодіжної збірної Гани.
Виступав також за клуби «Ред Булл» та «Остенде».
Дворазовий чемпіон Австрії. Дворазовий володар Кубка Австрії. 

## Клубна кар'єра
Народився 25 грудня 1996 року в місті Болґатанга. Вихованець футбольної школи клубу Red Bull Ghana.
У дорослому футболі дебютував 2015 року виступами за команду «Ліферінг», в якій провів два сезони, взявши участь у 43 матчах чемпіонату. 
Своєю грою за цю команду привернув увагу представників тренерського штабу клубу «Ред Булл», до складу якого приєднався 2015 року. Відіграв за команду із Зальцбурга наступний сезон своєї ігрової кар'єри.
Згодом з 2016 по 2021 рік грав у складі команд «Гайденгайм», «Маттерсбург», «Санкт-Пельтен», «Гройтер», «Гольштайн» та «Адміра-Ваккер».
2021 року уклав контракт з клубом «Остенде», у складі якого провів наступні три роки своєї кар'єри гравця. Більшість часу, проведеного у складі «Остенде», був основним гравцем команди.
До складу клубу «Вольфсберг» приєднався 2024 року. Станом на 9 травня 2025 року відіграв за команду з Вольфсберга 13 матчів в національному чемпіонаті.

## Виступи за збірну
2015 року залучався до складу молодіжної збірної Гани. На молодіжному рівні зіграв у 5 офіційних матчах.

## Титули і досягнення
Ред Булл
 Чемпіон Австрії (2): 2014/15, 2015/16
 Переможець Кубка Австрії: 2015/16
Вольфсбергер
 Переможець Кубка Австрії: 2024/25